# Hönsgullört
Hönsgullört (Amsinckia lycopsoides) är en växtart i familjen strävbladiga växter.